# The Expanse: A Telltale Series
The Expanse: A Telltale Series é um jogo eletrônico de aventura em episódios desenvolvido pela Telltale Games e Deck Nine. Seus cinco episódios serão lançados entre julho e setembro de 2023 para PlayStation 4, PlayStation 5, Windows, Xbox One e Xbox Series X/S. É uma prequela da série de televisão The Expanse.

## Desenvolvimento e lançamento
Foi anunciado no The Game Awards 2021 em 9 de dezembro de 2021. Em 17 de maio de 2023 foi anunciado o lançamento do primeiro episódio no dia 27 de julho de 2023, com quatro episódios adicionais sendo lançados a cada duas semanas depois. O episódio bônus Arcanjo foi anunciado para o outono de 2023 na San Diego Comic-Con em 24 de julho de 2023.
| Episódios                              | Data de lançamento |
| -------------------------------------- | ------------------ |
| Episódio 1 - Paradoxo de Arqueiro      | 27 de julho        |
| Episódio 2 - Campo de Caça             | 10 de agosto       |
| Episódio 3 - Os Primeiros              | 24 de agosto       |
| Episódio 4 - Objetos Impossíveis       | 07 de setembro     |
| Episódio 5 - A Extravagância de Europa | 21 de setembro     |